# Dyenmonus nigriceps
Dyenmonus nigriceps är en skalbaggsart som beskrevs av Stefan von Breuning 1954. Dyenmonus nigriceps ingår i släktet Dyenmonus och familjen långhorningar. Inga underarter finns listade i Catalogue of Life.